# الغرفة المشتركة لفصائل المقاومة الفلسطينية
الغرفة المُشتركة لفصائل المقاومة الفلسطينية أو غرفة العمليات المشتركة هي غرفة عمليات عسكرية مشتركة تضم الأذرع العسكرية لفصائل المقاومة الفلسطينية في قطاع غزة باستثناء حركة فتح، شُكّلت لأول مرّة في 2006م من أجل الاتحادِ في مواجهة جيش الاحتلال الإسرائيلي خلال الاشتباكات والحروب، رغم التباينات السياسية بين الفصائل المنضوية تحتها، وضمت حركة المقاومة الإسلامية حماس، وحركة الجهاد الإسلامي، ثم تطورت وتوسعت وتشكَّلت باسمها الحالي في 23 يوليو 2018م بين 12 جناح عسكري بعدما اندلعت مسيرات العودة على حدود قطاع غزة ،وبعد انتهاكات الاحتلال الإسرائيلي في مدينة القدس المحتلة والمسجد الأقصى، لمواجهة إجراءاته التي كان أبرزها تركيب بوابات إلكترونية في حينه.
وقد باتت الصيغة المفضلة للمقاومة الفلسطينية أن تخوض مواجهتها مع الاحتلال الإسرائيلي من خلال هذه الغرفة، بعيدًا عن المواجهة الفردية لكل فصيل على حدِة، ومع مرور الوقت تطور عمل الغرفة فباتت تصدر بيانات عسكرية باسمها هي، باستثناء بعض الحالات الخاصة.
على الصعيد العسكري، تلعب غرفة العمليات دورًا محوريًا في التخطيط وتنفيذ العمليات المُشتركة، مما زاد من الضغوط على جيش الاحتلال وأجهزته الأمنية. كما ساهم هذا التنسيق في إبراز تماسك المقاومة وتلاحمها، فضلًا عن استعدادها لتحقيق وحدة ميدانية. ويُعد التنسيق العسكري الميداني أرقى أشكال التعاون بين أجنحة المقاومة، مما يعكس تطورًا نوعيًا في علاقاتها المشتركة.

## التاريخ والتأسيس
ظهرت الغُرف المشتركة بين الفصائل الفلسطينية في عام 2006م حينما شُكّلت لأول مرّة من أجل الاتحادِ في مواجهة الجيش الإسرائيلي، وعادةً ما كانت تُشكِّل حركة المقاومة الإسلامية (حماس) وحركة الجهاد الإسلامي غرفةً مشتركةً موحدةً لتنسيقِ الخطوات خلال الاشتباكات والحروب. مع بداية عام 2018م وبالتزامنِ مع مسيرات العودة؛ أعلنت الفصائل الفلسطينية وعددها 12 عن تشكيلِ غرفة مشتركة موحّدة من أجلِ إدارة المواجهة مع الاحتلال في قطاع غزة، ثمّ تطوّرت الغرفة المشتركة بعدما أصبحت تُصدر بيانات باسمها بدل إصدارِ بيانٍ من كلّ فصيل.
في نهاية عام 2020م ولمدة يومين قامت غرفة العمليات المشتركة بتنفيذ أكبر مناورة عسكرية في قطاع غزة «براً وبحراً وجواً» هي الأولى من نوعها، بالذخيرة الحية، وبمشاركة 12 جناحاً عسكرياً. تحت غطاء من طائرات المقاومة المسيرة بدون طيار، التي حلقت في أجواء القطاع، بدأت مناورة «الركن الشديد»، بإطلاق بعض الرشقات الصاروخية التجريبية باتجاه البحر، الذي أخلته المقاومة من الصيادين والمرتادين منذ ساعات الفجر؛ لتهيئة الأجواء للمناورة الموسعة.

## الاهداف
تعمل غرفة العمليات المشتركة على ضبط عمليات المقاومة، والتغلب على سلبيات الفردية في الرد على اعتداءات قوات الجيش الأسرائيلي، عبر قرار موحد وتنسيق الفعل المقاوم الميداني، لمنع استفراد العمليات ضد الاحتلال بكل فصيل على حدة، وتنظيم حالة التشاور فيها لفتح الطريق أمام الاستفادة من قدرات كل فصيل ايضاً إدارة شؤون العمل المقاوم في قطاع غزة، وتوحيد قرار الرد على القوات الإسرائيلية، وقطع الطريق عليها للاستفراد بكل فصيل على حدة، والاستفادة من القدرات وتبادل الخبرات بين فصائل المقاومة.
تعتبر الأجنحة المسلحة أن قتالها المشترك ضد الاحتلال يحمل بذور تشكيل جيش وطني لمواجهته دون استحواذ فصيل على آخر، بل بتنسيق ميداني عملياتي، لإشراك كافة الفصائل لتنفيذ العمليات المشتركة، ولا سيما أن برامجها السياسية متقاربة.
آلية العمل المعتادة تقتضي توزيع الأدوار بين الفصائل، فبينما تتولى الرئيسية منها ضرب العمق الإسرائيلي بالصواريخ تتحمل المجموعات الأخرى ضرب غلاف غزة بالقذائف القصيرة، وتوكل مهمة مشاغلة القوات البرية المحتلة لقسم ثالث لإعاقة أي تقدم لها باتجاه غزة.

## التكوين
تتكون من 12 جناح عسكري وهي:
| #  | الفصيل                                                     | الحركة الام                                   |
| -- | ---------------------------------------------------------- | --------------------------------------------- |
| 1  | كتائب الشهيد عز الدين القسام                               | حركة حماس                                     |
| 2  | سرايا القدس                                                | حركة الجهاد الإسلامي                          |
| 3  | كتائب شهداء الأقصى - لواء نضال العامودي                    | حركة فتح                                      |
| 4  | كتائب شهداء الأقصى - جيش العاصفة                           | حركة فتح                                      |
| 5  | كتائب شهداء الأقصى - مجموعات الشهيد أيمن جودة              | حركة فتح                                      |
| 6  | كتائب عبد القادر الحسيني - كتائب الشهيد عبد القادر الحسيني | حركة فتح                                      |
| 7  | ألوية الناصر صلاح الدين                                    | لجان المقاومة الشعبية                         |
| 8  | كتائب المقاومة الوطنية الفلسطينية                          | الجبهة الديمقراطية لتحرير فلسطين              |
| 9  | كتائب أبو علي مصطفى                                        | الجبهة الشعبية لتحرير فلسطين                  |
| 10 | كتائب الشهيد جهاد جبريل                                    | الجبهة الشعبية لتحرير فلسطين – القيادة العامة |
| 11 | كتائب الأنصار                                              | حركة الأحرار الفلسطينية                       |
| 12 | كتائب المجاهدين.                                           | حركة المجاهدين الفلسطينية المنشقة عن حركة فتح |

## الدوافع
دفعت مجموعة من الدوافع إلى تشكيلِ وربما تطوّر غرفة العمليات المشتركة:
- اتفاق الفصائل الفلسطينية على مواجهة الاحتلال الإسرائيلي بكل أشكال المقاومة المدنية والمسلحة.
- التحديات الإقليمية والدولية المحدِّقة بالقضية الفلسطينية.
- تشكيل جبهة مقاومة موحدة مطلب وطني ورد في
- تنصُّ وثيقة الوفاق الوطني التي صدرت في أيار/مايو 2006م وتحديدًا في البند رقم 10 على: «العمل على تشكيل جبهة مقاومة موحدة باسم جبهة المقاومة الفلسطينية، لقيادة وخوض المقاومة ضد الاحتلال وتوحيد وتنسيق العمل والفعل للمقاومة وتشكيل مرجعية سياسية موحدة لها.»
- فوائد الغرفة المشتركة على الفصائل الفلسطينية وعلى القضية الفلسطينية بشكلٍ عام.

## ردود الفعل
مباشرةً بعد الإعلانِ عن تشكيلها؛ رحّبت عددٌ من الفصائل الفلسطينية بفكرة الغرفة المشتركة وبمضمونها حيثُ وصف يحيى السنوار رئيس حركة حماس في قطاع غزة، الغرفة بأنها «تمثّل نواة جيش التحرير، ونموذجًا للعمل المشترك الذي يمكن أن يُبنى عليه»، فيما قالَ خالد مشعل رئيس المكتب السياسي السابق لحماس: «غُرفة العمليات المشتركة أعطت صورة ناصعة ومشرقة للمقاومة الباسلة.» في السياق ذاته؛ قال جميل مزهر عضو المكتب السياسي للجبهة الشعبية لتحرير فلسطين في وقتٍ لاحقٍ: «إن غرفة العمليات المشتركة حققت إنجازًا مهمًا في المعركة الأخيرة ضد الاحتلال، تمثّل في توحيد الفعل العسكري لقوى المقاومة.» من جانبٍ آخرٍ؛ اعتبر طلال أبو ظريفة عضو المكتب السياسي للجبهة الديمقراطية لتحرير فلسطين «أنَّ تصدّي المقاومة المشرّف بغرفة العمليات المشتركة، ترسيخ لمعاني الوحدة الوطنية.»